# Gesù e le donne
Gesù e le donne è un romanzo scritto da Ferruccio Parazzoli e pubblicato nel 1989.

## Contenuto
Il racconto è tenuto in prima persona da tutte le figure femminili che, nei Vangeli, furono in relazione con Gesù. Ciascuna di loro narra la sua storia adottando un punto di vista esclusivamente femminile.

## Voci narranti

### Primo tempo: il sangue e le rose
- Elisabetta - Anziana e da sempre sterile, narra la semplice vita nel villaggio di Ain Karem[1] e parla del suo sposo, Zaccaria. Dopo un messaggio divino i due erano riusciti a concepire un figlio, ma il marito era diventato muto. Elisabetta rievoca l'arrivo della giovanissima Maria, cresciuta tra i fanciulli consacrati al Tempio da pii genitori e affidati ai sacerdoti,[2] e da poco sposatasi in Galilea. Ora è giunta da lontano per assistere la moglie del suo tutore. I loro grembi sono pregni e una notte le due danzano nel giardino tenendosi per mano. Al momento del parto, Elisabetta dà alla luce il suo Giovanni e Zaccaria, recuperata la parola, loda il Signore. Ma ben presto la famigliola si deve separare, a causa dell'ira del re Erode, che aveva ordinato l'uccisione del loro figlio.[3] La donna si è rifugiata con il bambino sui monti, mentre Zaccaria è stato trucidato dai soldati nel Tempio.[4]
- Maria madre di Gesù - Giovinetta, con il solo desiderio di conservare la verginità, eppure in attesa di unirsi in matrimonio con Giuseppe. Un giorno riceve l'Annunciazione e con essa una terribile rivelazione: è destinata a dare vita al Figlio di Dio. Maria, quindi, racconta (in tre monologhi) di come concede il suo assenso, della visita a Elisabetta, del viaggio con Giuseppe a Betlemme, della nascita di Gesù, dell'arrivo di strani uomini, i Magi, da lontano. L'inquietudine generata da quest'ultimo incontro, spinge la famigliola a riparare in Egitto, dove altri profughi attendono la morte di Erode. E quando ciò accade, essi ritornano a Nazareth, a vivere in tranquillità, fino al pellegrinaggio in cui il dodicenne Gesù è ritrovato tra i dotti del Tempio. Maria, che mai ha smesso di sentirsi in angoscia per quel Figlio, comprende che la propria missione è quella di ricordare.[5]
- Anna la profetessa - Dice che è stata giovane, bella e amata. Ora è vedova, vecchia e un gonfiore le sforma le gambe e quasi non si muove più. Vive presso il Tempio, digiunando e pregando. Sostiene di aver visto per prima il Bambino portato dalla madre, insieme a un uomo che teneva due tortore per il sacrificio della Presentazione al Tempio. Chiama un suo compagno di preghiera, Simeone; entrambi rendono lode e grazie a Dio per l'incontro con il bambino che porta in sé la salvezza del popolo di Israele. Anna, quando benedice il piccino, ha la visione di sette spade.

### Secondo tempo: attraverso i villaggi
- Sposa di Cana - Esordisce dicendo che di lei non è rimasta traccia, neppure il nome. Si descrive secondo ciò che uno sposo avrebbe detto della sua sposa: capelli fluenti come un lanoso gregge, occhi e denti purissimi, seni come i neonati gemelli di una gazzella.[6] E la sua festa di nozze è avvenuta secondo tutte le tradizioni, compresa la veglia con le altre vergini amiche, a tenere accese le lampade, in attesa dello sposo. Ma ecco, quell'uomo con la madre e gli amici che fu presente al banchetto di nozze aveva benedetto lei, sulla soglia dell'età adulta e feconda. Che poi le dicerie sul vino delle nozze siano cominciate molti giorni dopo, questo è, per la narratrice, un fatto normale.
- Erodiade - Il suo odio per Giovanni Battista ricambia l'astio che il profeta ha attirato su di lei, come se in quanto donna fosse più colpevole rispetto ai monarchi maschi. E dopo aver ripercorso i crimini del nonno, Erode il Grande, le paure e i complessi rapporti con il potere romano, ella non può sopportare oltre: con la sua mente e con la figura adolescente della figlia Salomè, ha ottenuto quello che un re maschio non aveva potuto compiere, la fine del Battista.
- La samaritana - Si credeva furba, quando ha incontrato quello sconosciuto vicino al pozzo, nella calura di una giornata estiva, pensava che fosse possibile raggirarlo. Ma, dopo il colloquio, ha trovato nel cuore una speranza, il ricordo di un'innocenza passata e perduta. Al villaggio però non ha saputo spiegare l'essenza dell'incontro e tutti hanno capito che l'uomo aveva letto in lei il suo passato e presente. Non hanno voluto accogliere da lei il messaggio di redenzione, ognuno ha creduto di essere il depositario dell'ineffabile parola di quel giudeo.
- La suocera di Pietro - Bisbetica, sempre in lite con la figlia che ha sposato quella testa vuota di Simone, la donna un giorno si arrabbia tanto da contrarre una fortissima febbre. Arriva lui, quel Gesù, comanda alla febbre di andarsene.[7] Subito lei recupera la gioia di cuocere per tutti e servirli. Poi, al giusto tempo, la morte arriva e si diffonde una strana diceria: che la suocera di Simon Pietro se ne sia andata all'inferno, salvata però dalle pressanti richieste del genero. E con lei si sono salvate tutte le donne vecchie e brontolone che, tra stenti e scontri, hanno tanto lottato per il pane quotidiano dei loro cari.[8]
- La vedova di Nain - In lei, il ricordo del volto del marito Joshua è quasi svanito. Ha potuto amare solo il loro figlio, che ora è trasportato alla sepoltura. E quando arriva un uomo a confortarla e a compiere il miracolo, ecco che il suo volto riempie il posto dell'altro, il suo nome è sempre Joshua. Ora non è più la vedova di Nain; è la madre del risuscitato.
- La peccatrice perdonata - La donna che entra in casa del fariseo Simone e unge i piedi di Gesù, dopo averli bagnati con le proprie lacrime e asciugati con i capelli, è nota come pubblica peccatrice. Ma non per questo si dichiara più importante di qualsiasi altro essere umano che, in quanto tale, pecca con o senza remissione dei peccati. Lei è diversa, dice, da quelli che la vedono piangere e spargere il profumo solo perché non può più vivere senza il perdono di Lui. E sa quanto caro sia questo dono.[9]
- Erano con Lui alcune donne - Maria Maddalena, guarita da follia e possessione demoniaca, che ora gode dei fiori selvatici dei campi; Giovanna, che ha venduto ogni sua ricchezza per conquistare la felicità di dormire sulla nuda terra, nel seguito di discepoli e amici; Susanna, che ora conosce la gioia di condividere con le compagne il coraggio silenzioso, l'annullamento nel servizio agli altri.
- La figlia di Giairo e l'emorroissa - La ragazzina dodicenne vuole morire; lo vuole per protesta, per il primo sangue perduto, per la noia della vita che l'attende. Allora le risponde la donna che da sempre perde il suo sangue e non può generare. È sicura di giungere per prima, perché il suo dolore è più lungo e vero, tanto da nutrire la certezza che quell'Uomo si dovrà fermare per lei. Così avviene, e la figlia di Giairo, risanata subito dopo nel corpo, nulla può rispondere. Vivrà e morrà come tutti, chiedendo di non dimenticare la fanciullina ribelle che è stata.
- La cananea - Ha chiesto con insistenza la guarigione della figlia indemoniata, ha ottenuto il miracolo solo dopo avere ammesso di essere una cagna, di accontentarsi delle briciole cadute dalla tavola dei padroni. Chiusa in casa, ha poi saputo farsi bastare quelle briciole, così preziose per lei e la figliola.
- Marta - Lo ha trattato come un figlio, al quale a volte si crea imbarazzo con le continue offerte di cibo, con le attenzioni insistenti sulla salute, sul benessere. Si è attirata la fama di donna poco incline al lato spirituale delle cose, ma per lei è stato un ruolo, l'espressione di un amore caldo e protettivo, amore per lui, uomo di carne, e non per la carne del capretto ben cotto, che le procura tanti elogi.
- Maria, sorella di Marta - Sente continuamente nel cuore la parola di Lui e non si convince che sia potuto morire. Ma è stata un'altra Maria, Maddalena, che ha avuto il coraggio di seguirlo fino a Gerusalemme, a lei, non alla silenziosa giovane di Betania, è spettato di assistere alle sue ultime ore, di vederlo la mattina della Resurrezione. Nessuna polemica con la sorella; entrambe hanno dato, forse non abbastanza e certo non tutto.[10]
- Marta e Maria - Due sorelle, un dialogo. Avevano lo stesso desiderio, ma solo Maria ha chiesto, ha quasi rimproverato Gesù per non essere arrivato in tempo a impedire la morte dell'amato fratello Lazzaro. E lui lo ha richiamato dal sepolcro, facendo un dono che ora appare nella sua inesorabilità: nessuno potrà invocare per Gesù, alla sua ora. E Lazzaro è in preda allo spavento, lo capiscono bene le sue sorelle, atterrite e febbricitanti: non resta loro che prenderlo per mano, cercare insieme una consolazione, la forza di continuare.[11]
- Dieci vergini - Sono insieme e non sanno con precisione per quale motivo siano state invitate a una festa di nozze. Ma i ricordi affiorano e toccano, nel loro dialogare, un preciso istante in cui ciascuna di loro ha incontrato il piccolo Maestro, in una corona di testimonianze. Cade la notte, lo sposo non arriva e le donne sono prese dal sonno: un sogno comune le mostra separate ed ostili, perché cinque hanno finito l'olio delle lampade, mentre le altre cinque ne hanno una provvista, che non vogliono cedere. Al risveglio lo sgomento provato agisce sulle dieci, che non vogliono più separarsi; così riuniscono il pochissimo olio in una sola lampada, che rischiara la notte e non si spegnerà.
- Maria di Betania - Ancora uno scandalo ed è lei a compierlo, ungendo i piedi di Gesù con olio di nardo, l'olio della morte. Scandalo perché tutti gli amici siedono a banchetto nella casa di Simone, guarito dalla lebbra; tra loro c'è Lazzaro, risuscitato, c'è Marta, intenta a servire il cibo. Non era davvero il caso di chiamare l'ultimo momento della vita con quell'unzione. Eppure Maria lo ha già detto: non sa andare oltre, non sa seguire fino in fondo il Maestro. Può solo accettare il destino di lui, annunciare la sua Passione.

### Terzo tempo: dentro le mura
- Donne a Gerusalemme - Un folto gruppo di donne: tra le altre, Maria di Magdala, Salome, madre di Giacomo e Giovanni, Giovanna, Susanna, Maria di Cleofa, forse Maria, la Madre di Gesù. Le voci di queste donne si rincorrono, come loro stesse hanno corso da un portone all'altro, i portoni delle case dei potenti che si chiudono al loro sopraggiungere. Il lamento rimbalza di casa in casa, da Erode a Caifa a Pilato.
- La portinaia del Sommo sacerdote - Ignora tutto dell'uomo che hanno portato per essere condannato, ma, quando vede che ha terrorizzato l'amico che era con lui, si chiede come sia possibile che una donna, considerata come una qualsiasi suppellettile della casa, possa aver arrecato spavento a chicchessia. E persino Malco, quel suo nipote così strafottente,[12] è arrivato in lacrime, perché quello che stanno processando gli ha riattaccato un orecchio, tranciato da un colpo di spada. E lei, povera donna, mai una parola buona da nessuno, è stanca di assistere agli abusi del potere, di cui non ha colpa. Perciò decide che, quando il processo terminerà e porteranno il disgraziato al supplizio, lei si accoderà, cercherà almeno un suo sguardo.
- Le donne - Il gruppo scandisce con angoscia crescente le ore che passano, la notte sostituita dal giorno, le urla della folla nei cortili dei potenti, la fugace visione del manto purpureo e della corona imposti al condannato.
- La moglie di Pilato - In una lunga reprimenda, la donna, che si sente superiore al marito, alterna rimproveri e blandizie: lei sapeva tutto, che non si doveva dare retta a quella storia, che era necessario lasciar soli i giudei a decidere, senza compromettere il potere romano, che in ogni caso lui, Pilato, avrebbe sbagliato e tra due errori avrebbe scelto il peggiore. Ed ora il governatore ha un terribile mal di testa, preludio insignificante delle disgrazie che succederanno a questa.
- Le donne sulla via dolorosa - Ora scandiscono in coro il loro amore per il corpo martoriato di Gesù, corpo nato per essere come tutti, irripetibile. E si contano le sue ferite per non dimenticarle, quando non ci sarà più.
- Veronica - In un sussurro narra di aver asciugato il sangue dagli occhi di Gesù, catturandone lo sguardo per un istante. Dimenticata da tutti, non chiede altro che il silenzio.[13]
- Le donne ai piedi della Croce - Sempre unite, una sola voce, hanno raggiunto l'ultima tappa del cammino di morte, quando un uomo chiama la madre e le affida un altro figlio. Hanno avuto pietà e rispetto per i momenti di inizio e fine della vita, come spetta alle donne. Domani porteranno i profumi, oggi bastano i fiori del campo.
- Maria di Magdala - Messa garbatamente da parte in seguito, racconta come ha visto per prima il sepolcro vuoto e ha temuto che persino il povero corpo le fosse stato tolto. E poi, quello sconosciuto che l'ha chiamata per nome: solo allora lo ha riconosciuto perché, senza il suo richiamo, non c'è altra possibilità di arrivare a lui.

## Edizioni
- Ferruccio Parazzoli, Gesù e le donne, illustrazioni di Nino Musio, Edizioni paoline, Milano 1989 ISBN 88-315-0196-8
- Ferruccio Parazzoli, Gesù e le donne, Paoline, 1997 ISBN 88-315-1429-6
- Ferruccio Parazzoli, Gesù e le donne, tavole di Nino Musio, Paoline, Milano 2014 ISBN 978-88-315-4447-4

## Galleria d'immagini

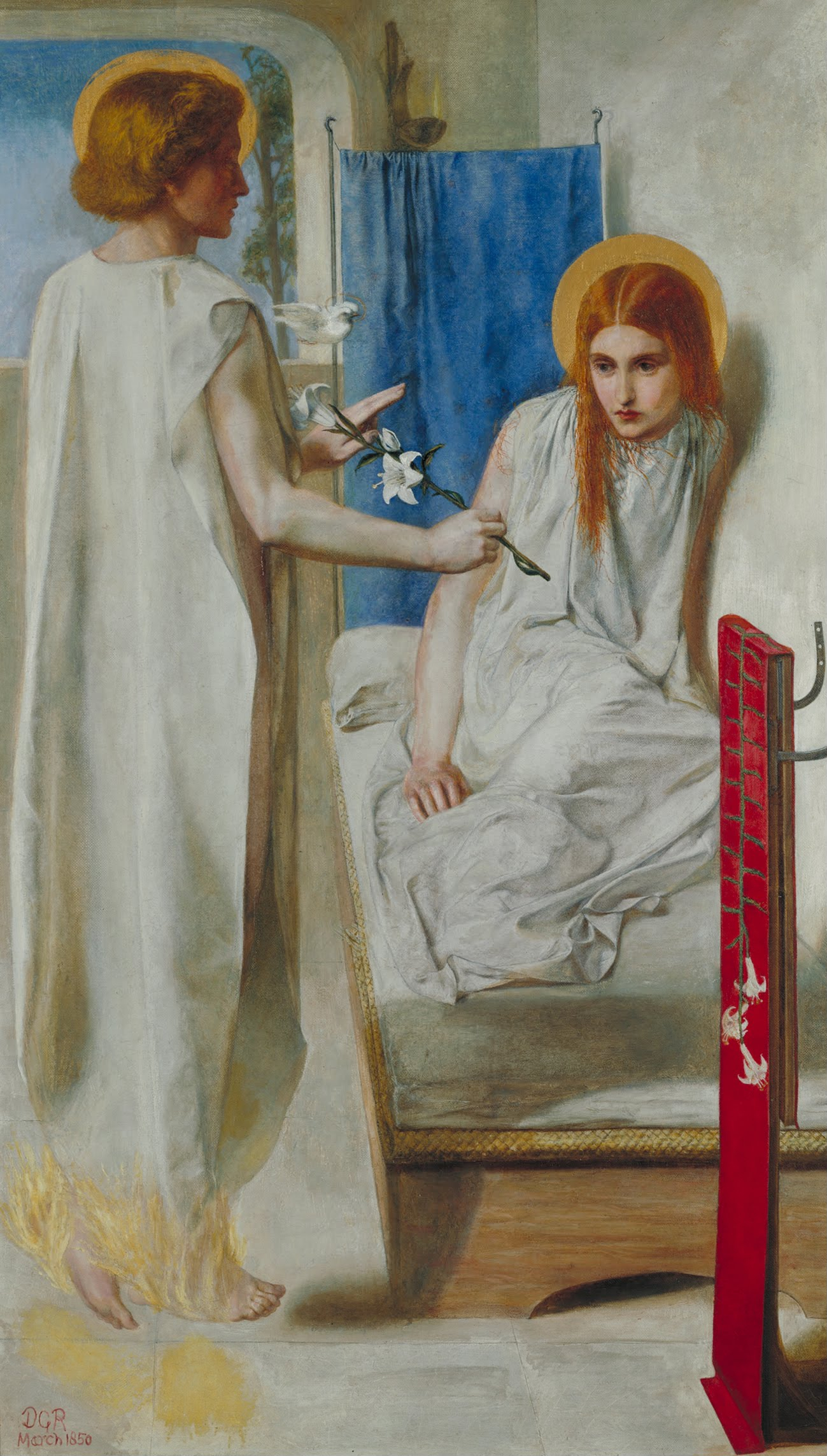
Dante Gabriel Rossetti, Annunciazione
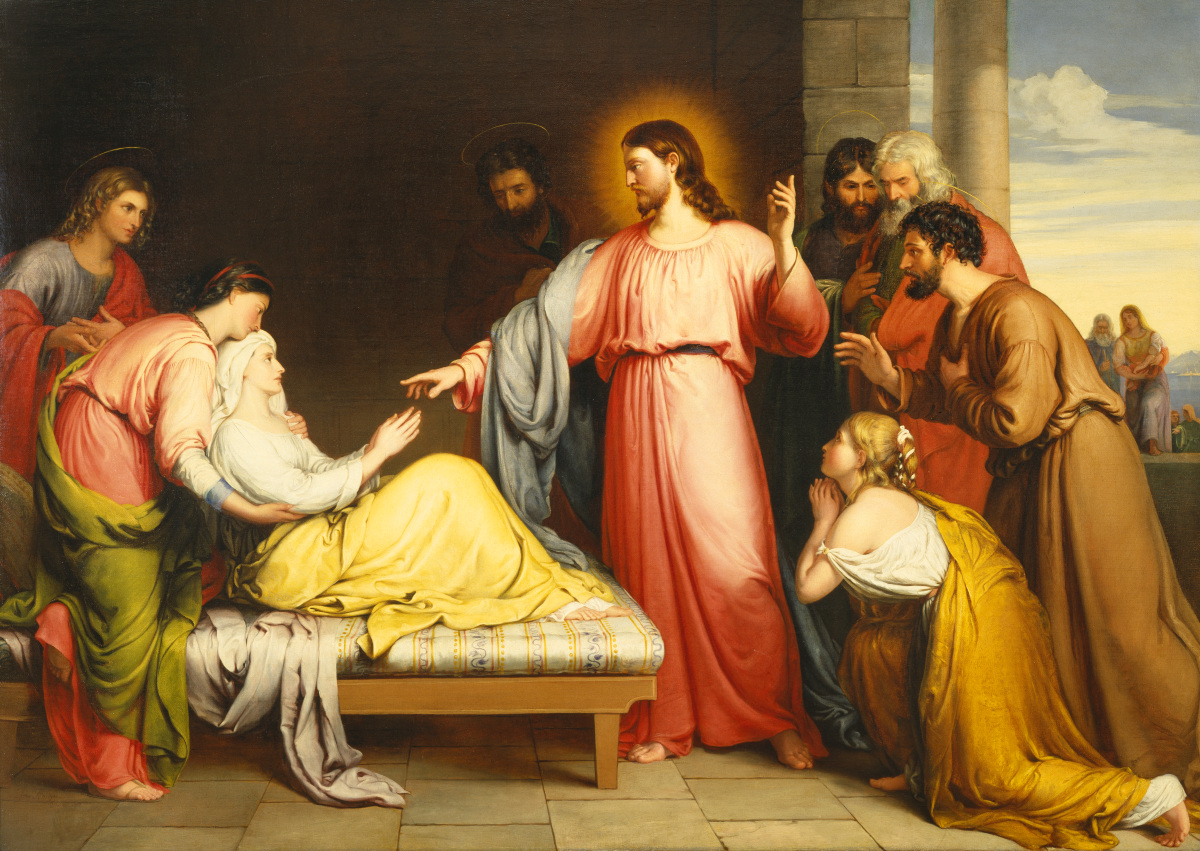
John Bridges, Guarigione della suocera di Pietro (XIX secolo)
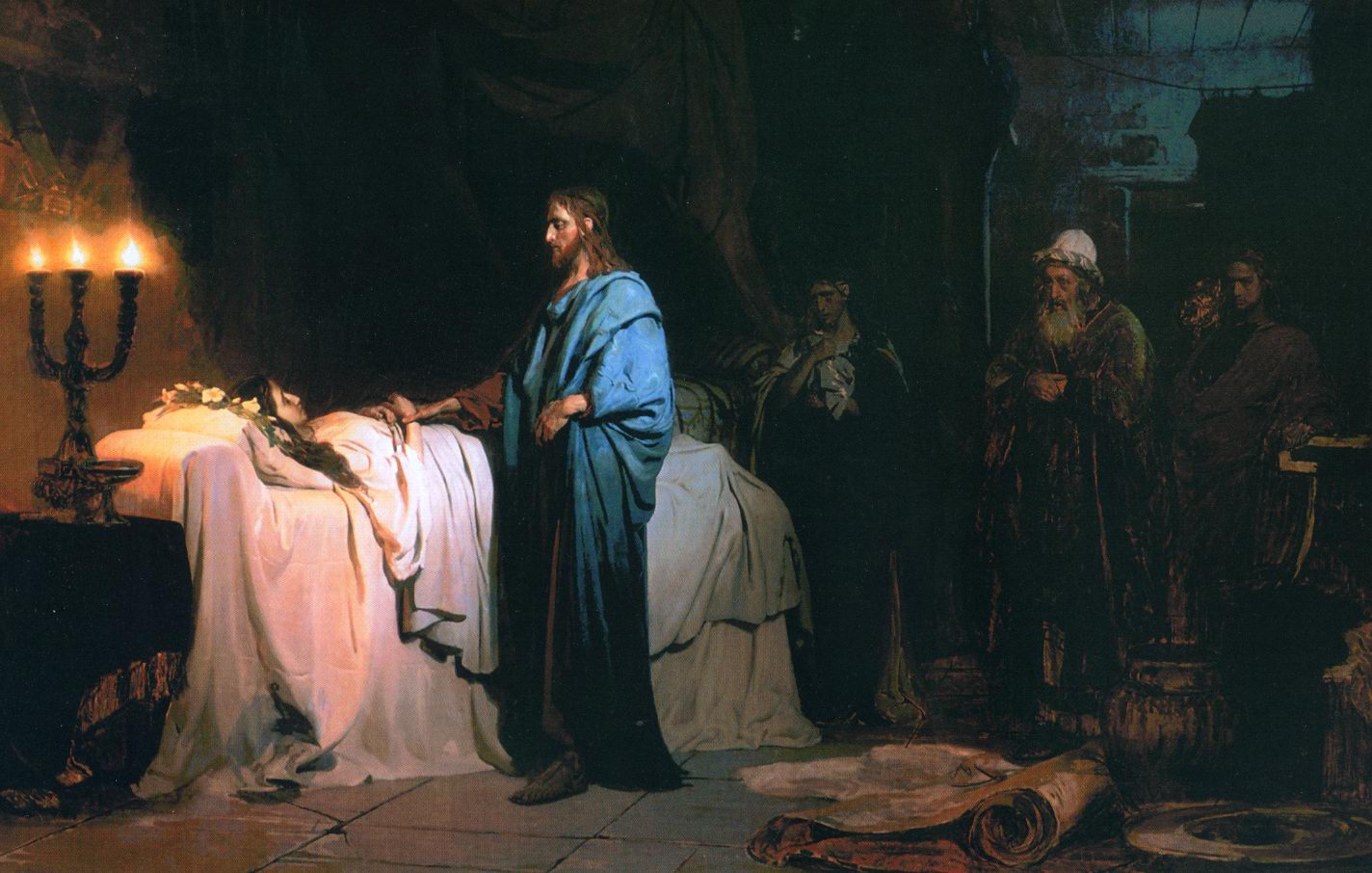
Ilya Repin, Risurrezione della figlia di Giairo (San Pietroburgo, Museo di Stato Russo)
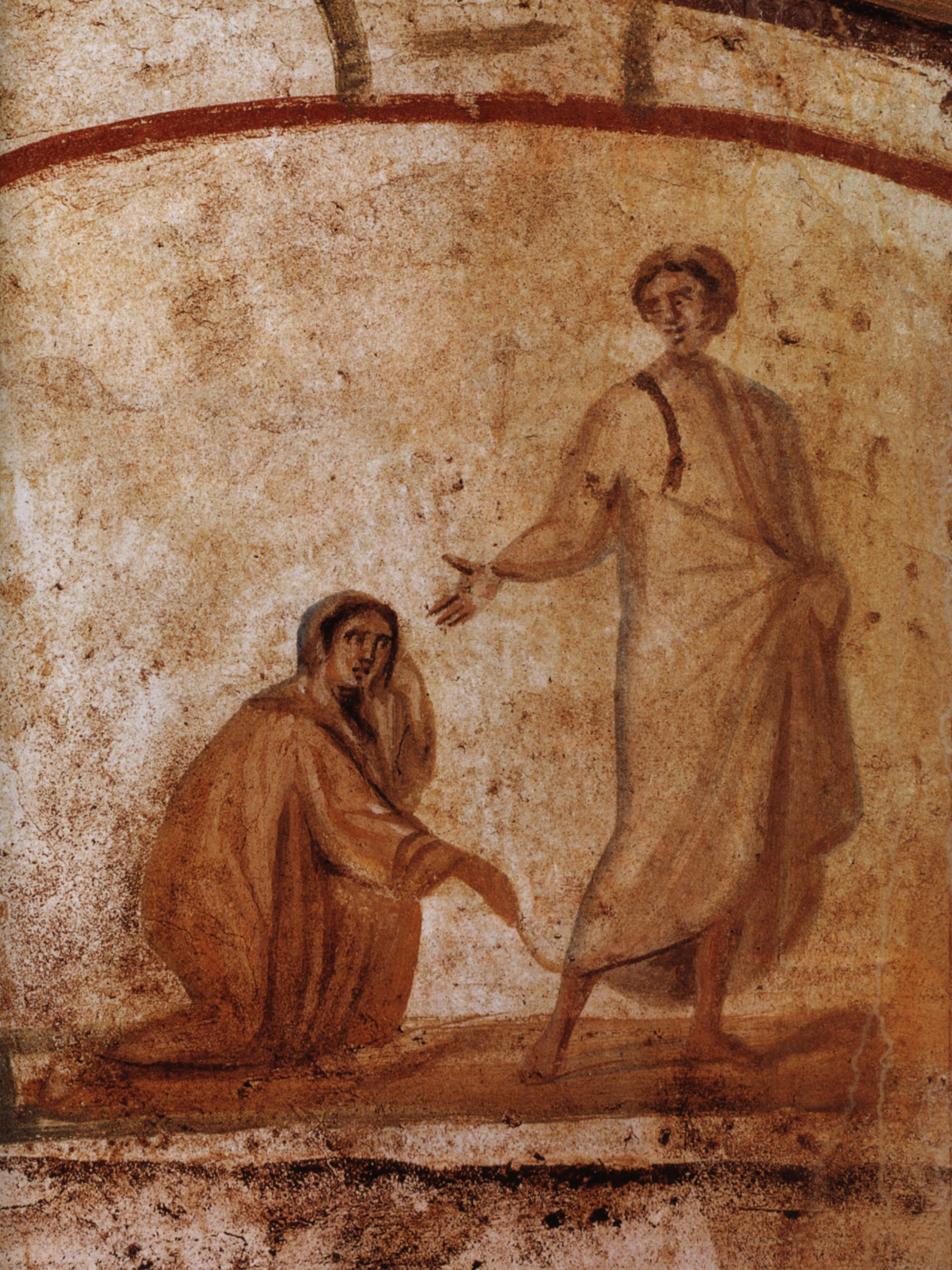
Guarigione dell'Emorroissa (Roma)
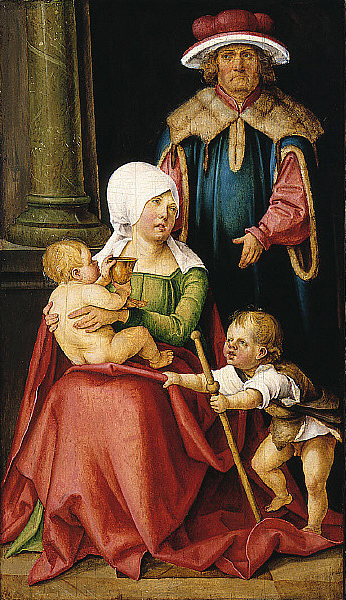
Hans Süß von Kulmbach, Salome, Zebedeo e i loro figli Giovanni e Giacomo (Saint Louis Art Museum, Saint Louis, Missouri)

## Curiosità
In anni successivi alla pubblicazione del libro di Parazzoli, il titolo è stato ripreso per altre due opere:
- Dario Fo, Gesù e le donne, Milano, Rizzoli, 2007. ISBN 978-88-17-01728-2.[14]
- Enzo Bianchi, Gesù e le donne, Torino, Einaudi, 2016, ISBN 978-88-06-23347-1.[15]